# Шкурупии (Решетиловский район)
Шкурупии (укр. Шкурупії) — село, Покровский сельский совет, Решетиловский район, Полтавская область, Украина.
Население по переписи 2001 года составляло 384 человека.
Упоминается в трехверстовке Полтавской области (Военно-топографическая карта) 1869 года.

## Географическое положение
Село Шкурупии находится на правом берегу реки Говтва,
выше по течению на расстоянии в 3 км расположено село Шишацкое,
ниже по течению на расстоянии в 0,5 км расположено село Голубы,
на противоположном берегу — село Тутаки.
Рядом проходит железная дорога, станция Шкурупии.